# ماده‌باوری اقتصادی
ماده‌باوری یا ماتریالیسم یک نگرش شخصی است که به کسب و مصرف کالاهای مادی اهمیت می‌دهد.
استفاده از اصطلاح ماده‌باوری برای توصیف شخصیت فرد یا جامعه دارای معنای منفی یا انتقادی است. ماتریالیسم اقتصادی عطش نیز نامیده می‌شود بدان معنا که اغلب با همراه سیستم ارزش که با توجه به موقعیت اجتماعی به عنوان توسط تعیین فراوانی و وفور نعمت (نگاه کنید به مصرف آشکار)، و همچنین اعتقاد به این که اموال می‌تواند شادی را فراهم کند. دفاع از محیط‌زیست را می‌توان رقیب ماتریالیسم دانست.
ماتریالیسم را می‌توان نوعی عمل گرایانه منافع شخصی مبتنی بر درک عمیق از ویژگی اقتصاد و جامعه بازارگرا دانست.

## تعریف
تحقیقات مصرف‌کننده معمولاً از دو جهت به ماده‌باوری نگاه می‌کند: یکی به عنوان مجموعه ای از ویژگی‌های شخصیتی. و دیگری به عنوان یک باور یا ارزش پایدار.

### ماده‌باوری به عنوان یک ویژگی شخصیتی
راسل دبلیک ماتریالیسم را شامل سه ویژگی اصلی شخصیت می‌داند.
- عدم سخاوت - عدم تمایل به دادن یا تقسیم مالکیت با دیگران.
- حسادت - تمایل به دارایی‌های دیگران.
- مالکیت - نگرانی در مورد از دست دادن اموال و تمایل برای کنترل بیشتر مالکیت.

### ماده‌باوری به عنوان یک ارزش
تمرکز بر تملک زمانی است که مالکیت مادی به عنوان یک هدف اصلی زندگی با این باور که دارایی‌ها کلید خوشبختی هستند و موفقیت را می‌توان با ثروت مادی شخص و کیفیت و قیمت کالاهای مادی که می‌تواند بخرد قضاوت می‌کند.

## افزایش ماتریالیسم در جهان غرب
در جهان غرب، روند رو به رشدی از افزایش مادی گرایی در واکنش به نارضایتی مشاهده می‌شود. تحقیقات انجام شده در ایالات متحده نشان می‌دهد که نسل‌های اخیر بیش از هر زمان دیگری بر پول، تصویر و شهرت تمرکز کرده‌اند، به ویژه از زمان نسل‌های بیبی‌بومر و نسل ایکس
نظرسنجی انجام شده توسط دانشگاه کالیفرنیا و شورای آموزشی آمریکا بر روی ۲۵۰٬۰۰۰ دانشجوی جدید کالج نشان داد که دلیل اصلی آنها برای شرکت در کالج به دست آوردن ثروت و مادیات است. از دهه ۱۹۷۰ تا اواخر ۱۹۹۰، درصد دانشجویانی که دلیل اصلی رفتن به کالج را توسعه فلسفه زندگی معنادار اعلام کردند از ۷۳ درصد به ۴۴ درصد کاهش یافت، در حالی که هدف از کسب سود مالی از حدود ۴۴ درصد به ۷۵ درصد رسیده بود.

## ماده‌گرایی و شادی
مجموعه ای از مطالعات بین ماتریالیسم و ناخشنودی همبستگی مشاهده کرده‌اند. مطالعات انجام شده در ایالات متحده نشان داده‌است که افزایش ثروت و کالاهای مادی در این کشور تأثیری چندان بر رفاه و شادی شهروندان این کشور نداشته‌است. تیبور اسکیتوفسکی این را «اقتصاد بدون شادی» نامید که در آن مردم بی وقفه به دنبال آسایش به ضرر لذت‌ها هستند.
با استفاده از دو معیار رفاه ذهنی، یک مطالعه نشان داد که ماتریالیسم با خوشبختی رابطه منفی دارد، به این معنی که افرادی که تمایل بیشتری به مادی گرایی دارند نیز از خود و زندگی خود راضی نیستند. هنگامی که افراد از خرید وسایل لذت زیادی می‌برند و معتقدند که دارایی‌های مادی اهداف مهم زندگی هستند، نمرات رضایت از زندگی آنها کمتر است. ماتریالیسم همچنین با مسائل روانی جدی تری مانند افسردگی، خودشیفتگی و پارانویا ارتباط مثبت دارد.
با این حال، رابطه بین مادیات و شادی پیچیده‌تر است. جهت رابطه می‌تواند از دو جهت پیش برود. ماتریالیسم فردی می‌تواند باعث کاهش رفاه یا سطوح پایین‌تر از رفاه شود که باعث می‌شود افراد در تلاش برای جلب رضایت خارجی مادی گرا تر شوند.
در بسیاری از فرهنگ‌های شرق آسیا، رابطه بین مادیات، شادی و رفاه با احساسات خنثی یا مثبت مرتبط است. در چین، ماتریالیسم اغلب از طریق و از طریق روابط اجتماعی، مانند خانواده‌ها یا روستاها، انگیزه دارد و نه به دنبال ثروت فردی. این نشان می‌دهد که ماتریالیسم در فرهنگ‌های وابسته به هم و جامعه محور، مانند چین و ژاپن، می‌تواند رفاه را بهبود بخشد و شادی به جای آن به آنها آسیب برساند. با این حال، حتی در فرهنگ‌های مستقل، افرادی که انگیزه‌های اجتماعی برای به دست آوردن ثروت دارند، ممکن است ماتریالیسم را مثبت ببینند، این نشان می‌دهد که رابطه بین مادیات و شادی پیچیده‌تر از تفاوت‌های فرهنگی است.
در عوض، تحقیقات نشان می‌دهد خریدهایی که با هدف کسب تجربیات زندگی مانند رفتن به تعطیلات خانوادگی انجام می‌شود، مردم را بیشتر از خریدهایی که برای به دست آوردن اموال مادی مانند یک ماشین گران‌قیمت انجام می‌دهند، خوشحال می‌کند. حتی فکر کردن در مورد خریدهای تجربی مردم را بیشتر از فکر کردن در مورد خریدهای مادی خوشحال می‌کند. در یک نظرسنجی که توسط محققان دانشکده مدیریت دانشگاه بینگامپتون انجام شد، تفاوتهایی بین آنچه «ماتریالیسم موفقیت» و «ماتریالیسم شادی» نامیده می‌شود مشاهده شد. افرادی که ماتریالیسم را منبع موفقیت می‌دانند، تمایل بیشتری برای سخت کوشی و تلاش برای موفقیت دارند تا زندگی خود را بهتر کنند، در مقایسه با افرادی که مادیات را منبع شادی می‌دانند. با این حال، هر دو طرز فکر عوامل دیگری مانند درآمد یا وضعیتی که می‌تواند بر شادی تأثیر بگذارد را در نظر نمی‌گیرند.